# 茶梅
茶梅（学名：Camellia sasanqua）是山茶科山茶属的植物。原產日本，中國大陸、台灣等地常見栽培。
日本神戶市將其作為市樹。